# ペンギンズ
ペンギンズは、サンミュージックプロダクション所属のお笑いコンビ。

## メンバー
アニキ（1977年7月12日（47歳） - ）
- 本名：吉間 洋平（きちま ようへい）
- ヤクザ風キャラでのネタでは「アニキ」担当[1]。
- 埼玉県出身[2] 。
- 身長167cm、足のサイズ26cm、血液型B型[2]。
- 趣味は動物園巡り。特技は人の血液型を言い当てること[2]。
- 好きなものは犬、動物園、ジャズ[1]。
- 好きな映画・ドラマは『ゴッドファーザー』、『男はつらいよ』、『北の国から』[1]。
- 北方謙三、大沢在昌、ロバート・デ・ニーロのファン[1]。
- 幼稚園の頃から笑わせることが好きで、この時から芸人を目指したい思いを持っており、卒園文集には「社長かビートたけしさんになる」と書いたほどだった[3]。
- 進学校出身で大学を中退している。3年次までに単位はゼロだった。日本大学理工学部建築学科時代はワンダーフォーゲル部だった。
- 2001年、吉本総合芸能学院（NSC）東京校に7期生として入学。2003年4月にお笑いコンビ「バロン」を結成。所属は最初、吉本興業（のち、よしもとクリエイティブ・エージェンシー）。後に松竹芸能東京に移籍し、2010年6月3日にコンビ名を「バロン」から「ばろん」に改名。2013年に松竹芸能を退社し、フリーで活動した後、2014年5月からサンミュージックに所属。ばろんは2014年8月15日に行われた「TEPPEN王座決定戦」（なかの芸能小劇場）で勝利し、第16代TEPPENチャンピオンになる。ばろんは2014年10月30日に解散[4]。この解散した時には、引退するか続けるかすごく気持ちが揺れたという[5]。
- 2017年1月11日に一般女性と結婚[6]。
- 2018年6月17日にテレビドラマ『崖っぷちホテル!』（日本テレビ）に出演。
- 2019年7月21日 出版記念イベント を開き『アニキのショートショート』を自費出版。

ノブオ（1985年3月6日（40歳） - ）
- 本名：川口 直哉（かわぐち なおや）
- ヤクザ風キャラでのネタではアニキ（吉間）の舎弟「ノブオ」を名乗る[7][8]。
- 埼玉県比企郡滑川町出身[9]。
- 身長171cm、足のサイズ26.5cm、血液型O型[2]。
- 大正大学文学部卒業。
- かつては東京吉本興業所属のお笑いコンビ『白猫』のメンバーとして活動（白猫時代、M-1グランプリで3回戦まで進出したことがある）[9]。その後松竹芸能東京に移り、大正大学で同じクラスになり、同大学のコメディ研究会の同窓生だった野村大輔とのコンビ『だいなお』を2005年春に結成[9]。だいなおは同年の夏にライブを見に来ていた松竹芸能東京支社長の難波規精に声を掛けられ、松竹入りが決まる[9]。だいなおは2014年12月6日に解散。
- だいなお時代は眼鏡をかけており、ボケと自称「スタイリッシュ」担当だった[10]。
- だいなお時代は旅芸人を自称、また2010年10月からはJAグループのキャンペーン「JAゴー号」全国キャラバンで、一年間かけて全国のJAを回りながら動画を配信するという活動もしていた。そのため、日本の47都道府県は全て制覇、海外渡航歴も10か国以上ある[7]。
- 趣味は野球、ゲーム、酒[2]。ゲームはかなりの知識があり、『勇者ああああ』にゲームプレゼン担当で出演したり、東京ゲーム音楽ショーのステージMCを担当している。
- 実家は東松山市の焼肉屋「YANVAN」。調理師免許の資格を持つ[2]。
- ラジオの深夜放送好き[7]。
- 小学校の卒業文集に、芸人になりたい思いを書いていたことがあった[3]。
- 2013年に一般女性と結婚。娘が2人いる[6]。
- 同じ事務所の先輩である槙尾ユウスケ（かもめんたる）率いる槙尾会のメンバーであり『ラジオかもめんたる』に不定期に出演中。
- 2018年3月からYouTubeにて「のびのびノブオちゃんねる」でゲーム実況を配信中。
- 2018年12月3日にレシピ本である『ノブオのこつまみ』を発売。（ISBN 4074356724、ISBN 978-4074356720）

## 略歴
二人はかつて所属していた松竹芸能時代から仲が良く、前に組んでいたそれぞれのコンビ（ばろん、だいなお）が解散したのもほぼ同時期で、だいなおが解散したことを知ったアニキがノブオに声をかけ、一緒にやるかということになり2015年3月に結成。結成した当初のコンビ名は「アロマリーゼント」。ノブオはアニキに付いてサンミュージックに合流する形となり、2015年5月31日にサンミュージック所属が決定する。これと同時にコンビ名をアロマリーゼントから「ペンギンズ」に改名。このコンビ名を付けたのは先輩の阿諏訪泰義（元うしろシティ）、槙尾ユウスケ（かもめんたる）で、アニキがペンギン好きであるからということに由来しているという。

## 芸風
結成した最初の頃は、ノブオはだいなお時代と同様に眼鏡姿で出演し、二人曰く「静かな感じ」の漫才をしていたが、結成した年・2015年のM-1グランプリで1回戦敗退に終わり「これではまずい」として試行錯誤した末、2016年8月 - 9月頃からアニキが「この怖い顔を活かす」として、ノブオもキャラを変えてヤクザ風キャラでのネタを始めた。この結果、ライブの客や先輩たちの反応も良くなったという。二人の年齢差は8歳だが、この年齢差がリアルさを増して、この差が無いとネタも成立しないとしている。ネタではノブオが甲高い声で、アニキがドスの利いたような低い声で演じている。パターンは、ドジなノブオがアニキに叱られたりたしなめられたりされるなどの流れがある。ヤクザ風キャラにしてから、宣材写真など顔だけの指名でオファーが来るようになったと言う。ネタは二人が共同で書いていたが、最近はノブオが書きアニキが最終チェックを行うというスタイルになっている。
アニキに質問をした場合は、ノブオが「こっち（ノブオ）を通してもらっていいっすか」とよく言っている。この一連の漫才ネタは、一部で「ピカレスク・ロマン漫才」と言われたこともある。
ノブオは自分のキャラづくりについて、テレビドラマ『傷だらけの天使』（日本テレビ）に出演していた水谷豊を参考にしているという。最初は特にこれを意識はしてなかったが、ある日に「参考になるから見ろ」とノブオの父から『傷だらけの天使』のDVDが送られて来たという。なお、アニキはコワモテ系俳優を参考にしているという。しかし、私生活ではアニキが天然系であるなどキャラが正反対だという。

## 出演
※ノブオの「だいなお」時代の出演については、だいなお#出演の節を参照。

### テレビ
- 爆笑オンエアバトル（NHK総合）- アニキは「バロン」時代、ノブオは「だいなお」時代に出演。
  - アニキは「バロン」時代に出場しているもオンエアならず（戦績0勝2敗 最高249KB）。なお、ノブオも「だいなお」時代に出場しているが、こちらもオンエアを果たす事は出来なかった（戦績0勝5敗 最高377KB[16]）が後継番組のオンバト+では1回オンエア（戦績1勝1敗 最高465KB[17]）を果たしている。
- ぶっコギ!（日本テレビ）- アニキのみ「サバツー・ザ・シェフ」コーナーの2ndシーズンに出演
- センニュウ★感（テレビ東京）
- 人志松本の決めて欲しい話（フジテレビ） - アニキのみ「運動会の友達の弁当の話」2016年3月6日
- 30秒芸人（NHK総合テレビジョン）- 2016年10月15日
- 水曜日のダウンタウン（TBSテレビ） - 2016年11月9日、アニキのみ[3]
- ぐるナイ！おもしろ荘 若手にチャンスを頂戴今年も誰か売れてSP（日本テレビ） - 2017年1月1日
- ダウンタウンのガキの使いやあらへんで!!（日本テレビ）- 2017年1月15日「山-1グランプリ」
- 関ジャニ∞クロニクル（フジテレビ）- 2017年1月21日
- とんねるずのみなさんのおかげでした（フジテレビ）- 2017年1月26日、2017年5月18日「とんねるず国際空港 お笑イミグレーション」、2017年3月23日「全落ハイサイクラシック（予選会）」
- お願い!ランキング（テレビ朝日）- 2017年2月7日・2月8日・2月15日・2月18日・2月21日・2月22日・2月25日・3月2日・3月30日・3月31日・4月6日・4月18日・5月11日
- じわじわチャップリン（テレビ東京）- 2017年2月25日・3月4日
- にちようチャップリン（テレビ東京）- 2017年5月28日・6月4日
- 日曜もアメトーーク!2時間SP（テレビ朝日） - 2017年3月26日「パクり-1GP」
- バクモン学園（テレビ朝日、2017年4月3日 - ）- レギュラー出演
- メレンゲの気持ち（日本テレビ）- 2017年4月29日
- 『ぷっ』すま（テレビ朝日）- 2017年6月3日
- PON!（日本テレビ）- 2017年6月5日
- 陸海空 こんな時間に地球征服するなんて（テレビ朝日）- 2017年7月18日
- ペンギンズpresents インスタクイーンTV（千葉テレビ） - 2018年6月19日 - 7月9日[18][19]
- オールスター後夜祭（2018年4月1日・2018年10月7日[20]、2019年4月7日[21]、TBSテレビ）
- 勇者ああああ（2017年10月12日、2018年08月30日、10月18日、11月22日、2019年5月31日、テレビ東京「にわかゲーマー アルコ＆ピースでもわかる深夜のリーグ・オブ・レジェンド講座」、06月20日、08月1日、08月8日（コンビで出演）※ほぼノブオのみ出演

### ラジオ
- マイナビ Laughter Night（TBSラジオ）- 2016年12月月間チャンピオン[13]
- オールナイトニッポンR　決戦!お笑い有楽城（ニッポン放送）
  - 2017年4月1日放送の回で優勝、下記のオールナイトニッポンRの1日パーソナリティ権を獲得した。前回優勝者として2017年9月30日の回でもMCを務めた[22]。
- ペンギンズのオールナイトニッポンR（ニッポン放送）- 2017年08月27日
- ペンギンズの仁義なきラジオ（JFN PARK）-2019年03月22日-2019年05月03日(全４回)
- GOGOMONZ（FM NACK5）- 2020年9月1日（ノブオのみ）、9月3日、9月10日（コンビで出演）

### ウェブテレビ
- ウルトラゲームスpresents エンドレス・マリオメーカー（2018年1月22日、AbemaTV・ウルトラゲームスチャンネル）助っ人

### ライブ
- マイナビ Laughter Night 2016年12月月間チャンピオン
- 新人内さまライブ チャンピオン大会2017優勝[23]

### ゲーム
- ライブアライブ（2022年7月22日）子分、タロイモ 役（ノブオ）[24]